# Eremophila flabellata
Eremophila flabellata är en flenörtsväxtart som beskrevs av Chinnock. Eremophila flabellata ingår i släktet Eremophila och familjen flenörtsväxter. Inga underarter finns listade i Catalogue of Life.